# Heterophotus ophistoma
Heterophotus ophistoma es una especie de pez de la familia Stomiidae en el orden de los Stomiiformes.

## Morfología
Los machos pueden llegar alcanzar los 35,6 cm de longitud total.

## Hábitat
Es un pez de mar y de aguas profundas que vive entre 790-1420 m de profundidad.

## Distribución geográfica
Se encuentra en el  Atlántico oriental (desde el Sáhara Occidental hasta Namibia), el Atlántico occidental (desde Bermuda hasta el Brasil, incluyendo el Mar Caribe), el Índico y el Pacífico.